# 龍東駅
龍東駅（ヨンドンえき）は、大韓民国全北特別自治道益山市にある韓国鉄道公社（KORAIL）の駅である。2017年現在、停車する旅客列車は存在しない。

## 路線
- 韓国鉄道公社
  - 湖南線

## 駅構造
- 単式・島式ホーム2面3線の地上駅。

## 歴史
- 1953年5月15日 - 龍安駅として開業[1]。
- 1955年8月11日 - 貨物取り扱い開始[2]。
- 1960年6月20日 - 駅舎着工。
- 1970年9月1日 - 現在の駅舎竣工。普通駅に昇格。[3]
- 1976年7月10日 - 貨物取り扱い停止。[4]
- 1987年4月1日 - 龍東駅に改称。[5]
- 1990年1月1日 - 小荷物取り扱い停止。[6]
- 2004年12月10日 - 無配置簡易駅に格下げ。[7]
- 2005年8月1日 - 駅員完全撤退。
- 2006年11月1日 -旅客取り扱い停止。

## 隣の駅
韓国鉄道公社
湖南線
江景駅 - 龍東駅 - 咸悦駅